# Mofalla församling
Mofalla församling är en församling i Billings kontrakt i Skara stift. Församlingen ligger i Hjo kommun i Västra Götalands län och ingår i Hjo pastorat. 

## Administrativ historik
Församlingen har medeltida ursprung. 
Församlingen var till 1962 annexförsamling i pastoratet Kyrkefalla (Tibro) och Mofalla, som möjligen före 1550 även omfattade Breviks församling. Från 1962 till 1974 var den annexförsamling i pastoratet Värsås, Varola, Ljunghem, Edåsa, Sventorp, Forsby och Mofalla och från 1974 annexförsamling i pastorat med Hjo församling som moderförsamling.

## Kyrkor
- Mofalla kyrka